# Fylkesvei 17
De Fylkesvei 17 (Provinciale weg 17) of Kystriksveien (Kustweg) is een nationale toeristenweg in de provincie Nordland in het noorden van Noorwegen. De weg loopt van Steinkjer naar Bodø.

## Externe links

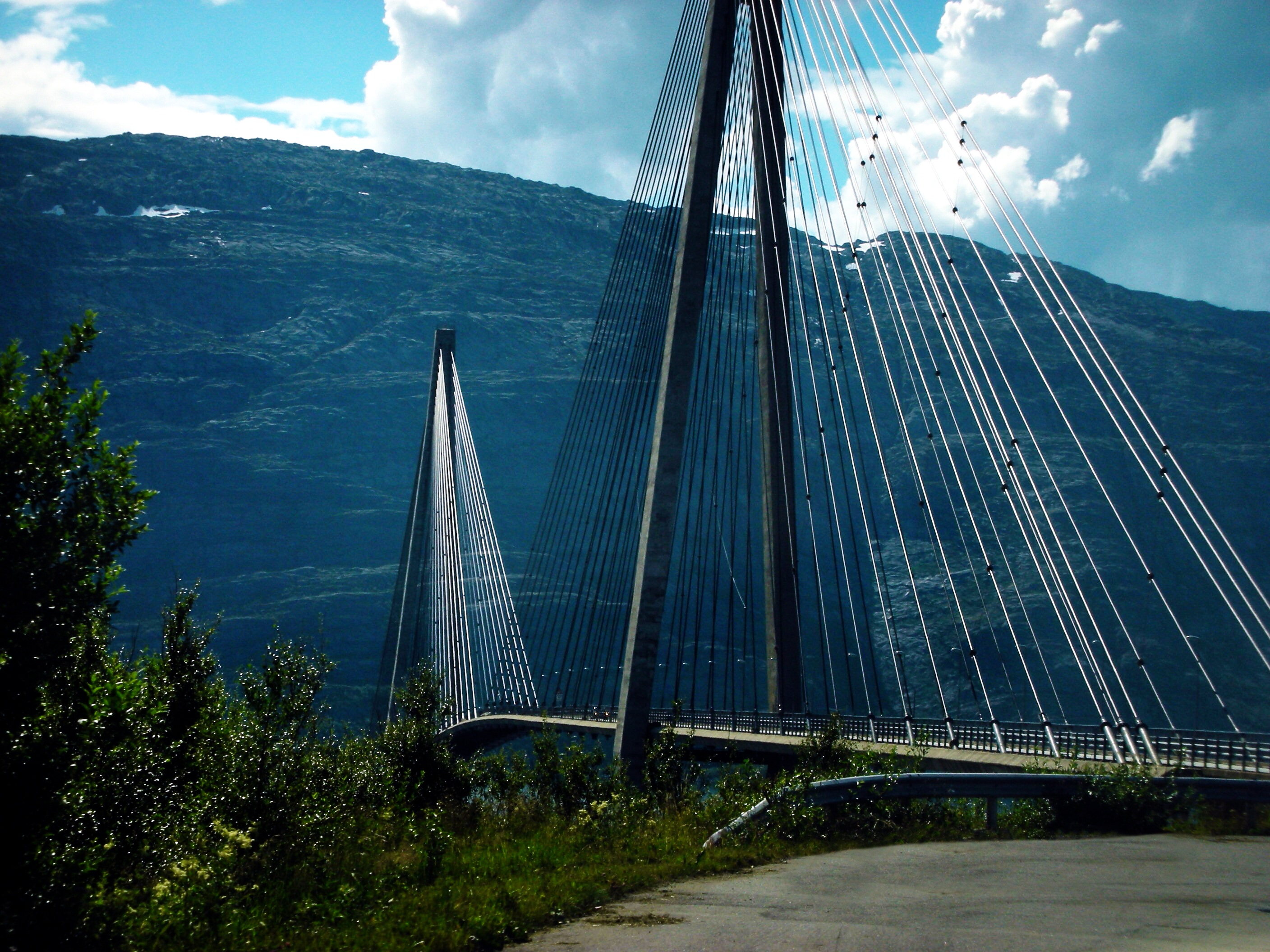
De Helgelandbrug ten noorden van Sandnessjøen